# Armazém
Armazém là một đô thị thuộc bang Santa Catarina, Brasil. Đô thị này có diện tích 173,484 km², dân số năm 2007 là 7312 người, mật độ 42,1 người/km².